# آدیتی پوهانکار
آدیتی پوهانکار (انگلیسی: Aaditi Pohankar) بازیگر هندی است که بیشتر در بالیوود کار می‌کند. او بازی چشمگیر خود را به همراه ریتیش دشموک در فیلم، طاقت فرسا (۲۰۱۴) متعلق به سینمای مراتی ایفاء کرد. آدیتی تا به امروز، تنها در دو فیلم و دو سریال تلویزیونی، بازیگری کرده‌است.

## فیلم‌شناسی
| سال         | فیلم                       | نقش                  | زبان  | نکات              | مرجع  |
| ----------- | -------------------------- | -------------------- | ----- | ----------------- | ----- |
| ۲۰۱۴        | طاقت فرسا                  | ناندینی              | مراتی |                   | [ ۳ ] |
| ۲۰۱۷        | جمینی گانسان و سورولی راجن | ساروجا دوی           | تامیل |                   | [ ۴ ] |
| ۲۰۲۰–تاکنون | او                         | بومیکا بهومی پارادشی | هندی  | سریال نتفلیکس     | [ ۵ ] |
| ۲۰۲۰–تاکنون | اشرام                      | پارمیندر پامی لوچان  | هندی  | سریال ام‌ایکس پلیر | [ ۶ ] |